# Ambloplites rupestris
Ambloplites rupestris là một loài cá nước ngọt thuộc họ cá thái dương (Centrarchidae) của Perciformes đặt hàng. Bề ngoài loài cá này tương tự loài cá vược miệng nhỏ, nhưng thường hơi nhỏ hơn một chút. Loài cá này có chiều dài từ 6 đến 10 inch, và hiếm khi nặng hơn một pound. Đây là loài bản địa hệ thống sông St Lawrence và Ngũ Đại Hồ, các lưu vực trung lưu và thượng lưu sông Mississippi trong Bắc Mỹ từ Québec đến Saskatchewan ở phía bắc xuống Missouri và Arkansas, và khắp miền đông Hoa Kỳ từ New York qua Kentucky và Tennessee đến các khu vực phía bắc Alabama và Georgia và Florida ở phía nam.